# Chiesa Madre dei Santi Apostoli Filippo e Giacomo
La Chiesa dei Santi Apostoli Filippo e Giacomo è il principale luogo di culto cattolico della Città di Naso, ubicato in Piazza Roma.

## Storia
Edificata in epoca medievale, la Chiesa dei Santi Apostoli Filippo e Giacomo è il risultato degli ampliamenti e delle trasformazioni attuate dal Seicento fino alla prima metà del Novecento. Il sisma del 1613 causò forti danni alla facciata, riparata tra il 1666 e il 1678, e il crollo del campanile che venne successivamente ricostruito nel '700. Ulteriori danni si verificarono nell'altro terremoto del Marzo 1678. All'inizio del '900 l'esterno della Chiesa Madre si presentava in condizioni di grave degrado, l'ultimo restauro del 1933 ispirato ad uno stile neorinascimentale ha completamente modificato la facciata, il campanile e la pavimentazione.

## Interno
L'interno è suddiviso in tre navate divise da un monumentale colonnato in pietra locale di ordine dorico che presenta decori floreali sotto le arcate, la finta cupola centrale del transetto presenta anch'essa degli affreschi riemersi in seguito all'ultimo restauro. Di particolare interesse artistico è il fonte battesimale del '600.

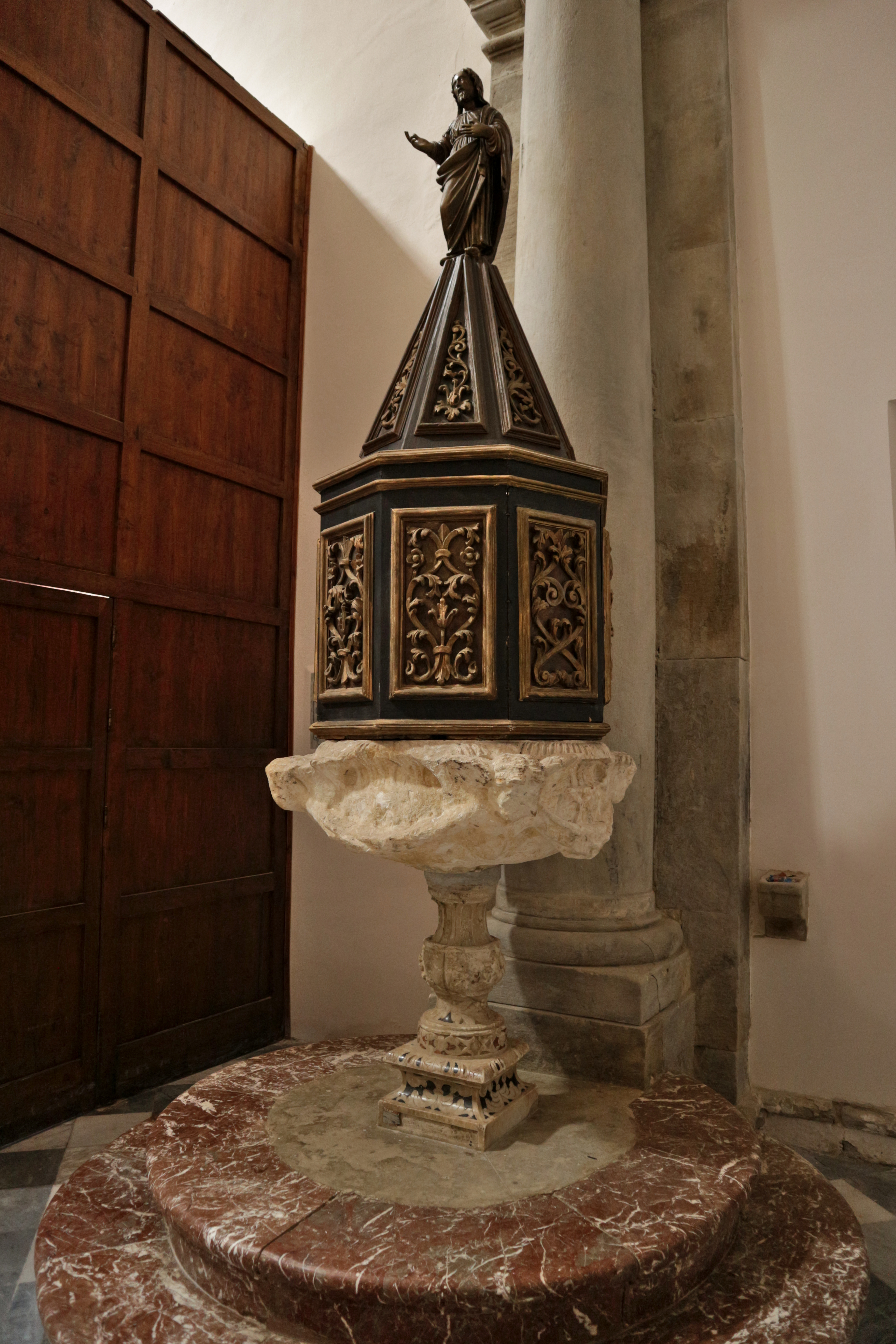
Fonte battesimale

## Navata destra
- Prima campata: tela raffigurante "l'Incredulità di San Tommaso" (1640) del pittore tortoriciano Giuseppe Tomasi, in questo dipinto sono ritratti San Cono, protettore del paese, e Maria SS. patrona di Capo d'Orlando.
- Seconda campata: statua marmorea raffigurante "l'Assunta e gli Angeli" (1549) racchiusa all'interno di una policroma nicchia marmorea, opera di Vingenzo Gagini.
- Terza campata: varco destro. Accesso laterale corrispondente a Via Marconi.
- Quarta campata: tela raffigurante la "Madonna del Monserrato con i Santi Giuseppe e Girolamo" (1647) opera di Giuseppe Tomasi.
- Quinta campata: tela raffigurante la "Vergine del Carmelo" (1690) opera del Silvestri. Pregevole è la cornice in legno dorato.

## Navata sinistra
- Prima campata: Altare in marmi mischi dedicato a San Francesco di Paola, ai lati dell'altare vi sono poste due statuette in marmo, rispettivamente a sinistra San Giuseppe con in Bambino Gesù, sulla destra un frate che regge un libro.
- Seconda campata: Altare Madonna dell'Agonizzante, il dipinto raffigura un agonizzante che riceve i conforti della religione. Di pregevole fattura la cornice finemente scolpita nel legno.
- Terza campata: varco sinistro. Accesso laterale corrispondente a via Domenico Olivieri.
- Quarta campata: Cappella del SS. Rosario del XVI secolo proveniente dalla distrutta chiesa di San Pietro dei Latini e realizzata con finissimi marmi di Carrara e di San Marco, nella quale si custodisce la tavola cinquecentesca dedicata alla Vergine del Rosario, opera della bottega di Domenico Guinacci.
- Quinta campata: Altare della Madonna della Neve. Edicola con la statua marmorea della Madonna della Neve (1540), opera della bottega di Antonello Gagini.

## Transetto
- Absidiola destra: Cappella del Sacro Cuore di Gesù. Ambiente rimodulato nelle forme attuali per volere dell'Arciprete Antonino Portale agli inizi del '900.
  - Braccio destro: Altare della Madonna di Lourdes, statua adagiata all'interno di una nicchia che poggia su un pregiato altare intarsiato in marmi policromi.
- Absidiola sinistra: Cappella di Santa Rita. Altare con nicchia contenente la statua di San Giuseppe che regge con la sinistra un Bambino che tiene in mano il mondo sormontato da una croce, l'ultimo restauro avvenuto all'inizio del '900 per volere dell'Arciprete Portale ha modificato completamente l'aspetto della cappella.
  - Braccio sinistro: Cappella del Santissimo Crocifisso. Alla parete è incastonato il Crocifisso ligneo di scuola napoletana risalente al 1642, di proporzioni naturali, inserito in un altare di stile settecento, opera di Antonio Tambona, che viene portato in processione solo in rarissime occasioni. Arricchisce l'ambiente un bassorilievo in marmo bianco incastonato nella pavimentazione.

## Presbiterio
Il settecentesco altare maggiore in marmi policromi presenta un artistico tabernacolo di scuola Gaginiana del XVI secolo sormontato da una cantoria in legno finemente decorata ed ornata con statuette e colonnine tortili.

## San Pietro dei Latini
Edificata intorno al XIV secolo dedicata ai Santi Apostoli Pietro e Paolo, al suo interno si radunava una comunità di fedeli di rito latino, contrapposta a guella che seguiva il rito greco e faceva capo alla Chiesa Madre. Nel 1649 venne incaricato Bartolomeo Travaglia di realizzare una cappella dedicata alla Vergine del Rosario. Purtroppo, sia nel XVIII che nel XIX secolo Naso venne duramente colpita da violenti terremoti. Alla fine dell'800 la chiesa era ridotta ad un rudere e così si decise di recuperare i preziosi marmi in attesa della ricostruzione, che però non avvenne mai. Dopo qualche decennio, nel 1932 si decise di demolire definitivamente le rovine e il campanile. Si procedette così alla ricomposizione dei marmi seicenteschi nella Chiesa Madre dove sono ancora oggi conservati.

## Cappella del Rosario
Di straordinario fascino è la "Cappella del Rosario", collocata intorno al 1930 al posto della cappella della Madonna del Carmelo. Si tratta di uno straordinario capolavoro marmoreo dello sculture palermitano Bartolomeo Travaglia (1649) che incrocia la teologia con i miti dell'antica Grecia. Definita anche "dei marmi" per la ricca e minuta profusione di materiali lapidei policromi, le pareti ospitano simboli e allegorie che in un suggestivo ed esoterico percorso conducono al dipinto della "Madonna del Rosario". Fra le sei nicchie che ospitano altrettante statue di santi e sante domenicane, Margherita d'Ungheria, Domenico di Guzman, Rosa da Lima, da un lato, Caterina da Siena, Vincenzo Ferrer e Maddalena Panettieri dall'altro, si svolge una ricchissima tessitura di decorazioni marmoree con raffigurazioni di forme vegetali, animali e simboliche. Tra gli animali figurano il corvo del diluvio, il pellicano simbolo dell'amore che si sacrifica, il leone, la fenice e il pavone simbolo dell'immortalità.